# Liste der Biografien/K
Liste der Biografien |
Portal Biografien |
Personensuche
# |
A |
B |
C |
D |
E |
F |
G |
H |
I |
J |
K |
L |
M |
N |
O |
P |
Q |
R |
S |
T |
U |
V |
W |
X |
Y |
Z |
?
 
Ka |
Kb |
Kc |
Kd |
Ke |
Kf |
Kg |
Kh |
Ki |
Kj |
Kl |
Km |
Kn |
Ko |
Kp |
Kr |
Ks |
Kt |
Ku |
Kv |
Kw |
Ky |
Kx |
Kz
Die Liste der Biografien führt alle Personen auf, die in der deutschsprachigen Wikipedia einen Artikel haben. Dieses ist eine Teilliste mit 30 Einträgen von Personen, deren Namen mit dem Buchstaben „K“ beginnt.

## K
- K Love, US-amerikanische Hip-Hop-Musikerin und Beatboxing-Pionierin
- K, Evan (* 1994), deutsch-griechischer Gitarrist und SongwriterEvan K (* 1994)

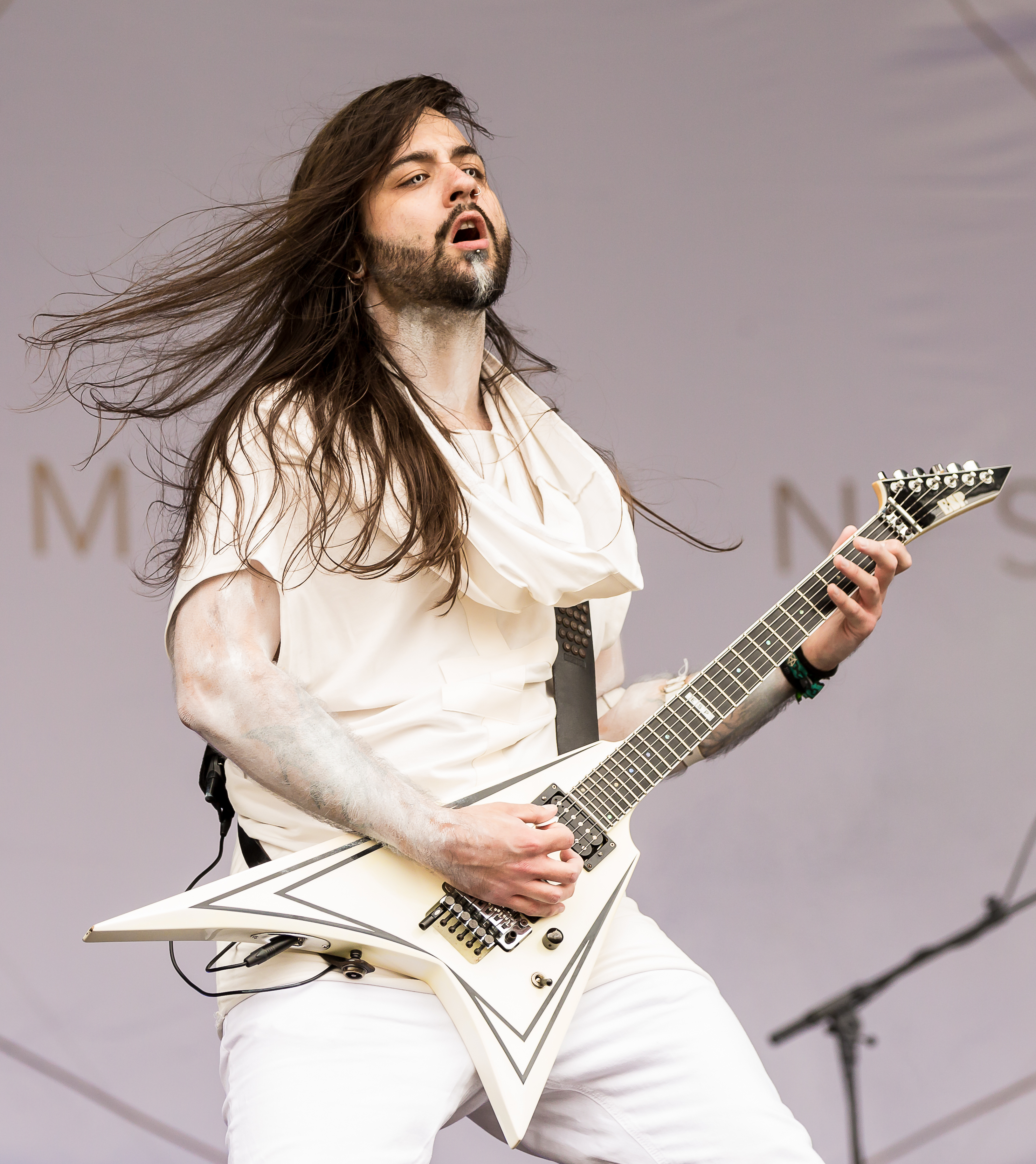
Evan K (* 1994)

- K, Hiwa (* 1975), irakisch-deutscher Installationskünstler
- K, Kati (* 1999), deutsche Popsängerin und Influencerin
- K, Şahin (* 1968), türkischer Pornodarsteller und Schauspieler, Produzent
- K, Sebo, deutscher DJ und Musikproduzent
- K-391 (* 1994), norwegischer DJ und Musikproduzent
- K-Doe, Ernie (1936–2001), US-amerikanischer Sänger
- K-Fly (* 1988), deutscher Rapper
- K-Maro (* 1980), libanesischer Rapper
- k-os (* 1972), kanadischer Hip-Hop-Musiker
- K-Rino (* 1970), US-amerikanischer Rapper
- K-Solo, US-amerikanischer Rapper
- K-Tino (* 1966), kamerunische Bikutsisängerin
- K-Trap (* 1995), britischer Rapper
- K-Ximbinho (1917–1980), brasilianischer Klarinettist, Komponist und Arrangeur
- K. Flay (* 1985), US-amerikanische Sängerin
- K. H., Ramadhan (1927–2006), indonesischer Schriftsteller
- K. Michelle (* 1982), US-amerikanische R&B-Sängerin
- K., Bruno (* 1957), deutscher bildender Künstler, Bildhauer, Aktionskünstler, Designer und Baumeister
- K., Jonny (1992–2012), thailändisches Verbrechensopfer
- K., Ludger (* 1972), deutscher Stand-Up-Kabarettist und Polit-Comedian und Moderator
- K., Omik (* 1989), deutscher Rapper
- K., Sara, US-amerikanische Singer-Songwriterin
- K., Tina (* 1984), deutsche Menschenrechtlerin
- K., Ulf (* 1969), deutscher Comiczeichner und Illustrator
- K., Yasmin, deutsche PopsängerinYasmin K.

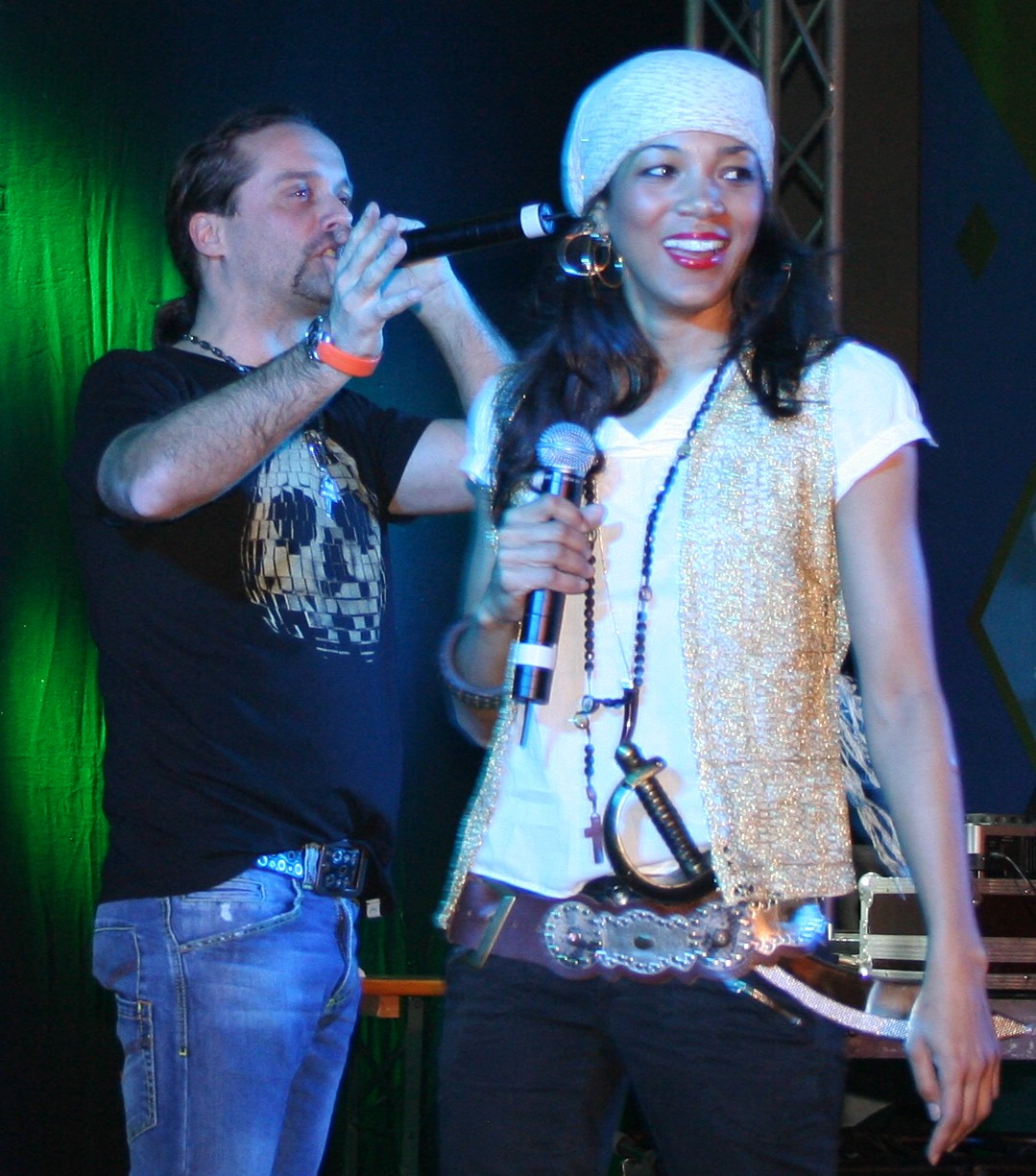
Yasmin K.

- K.C., Arjun Narasingha (* 1947), nepalesischer Politiker und Professor
- K.I.M. (* 1986), französischer Beatboxer
- K7 (* 1969), US-amerikanischer Rapper, Sänger und Songwriter